# A nyomorultak (film, 2012)

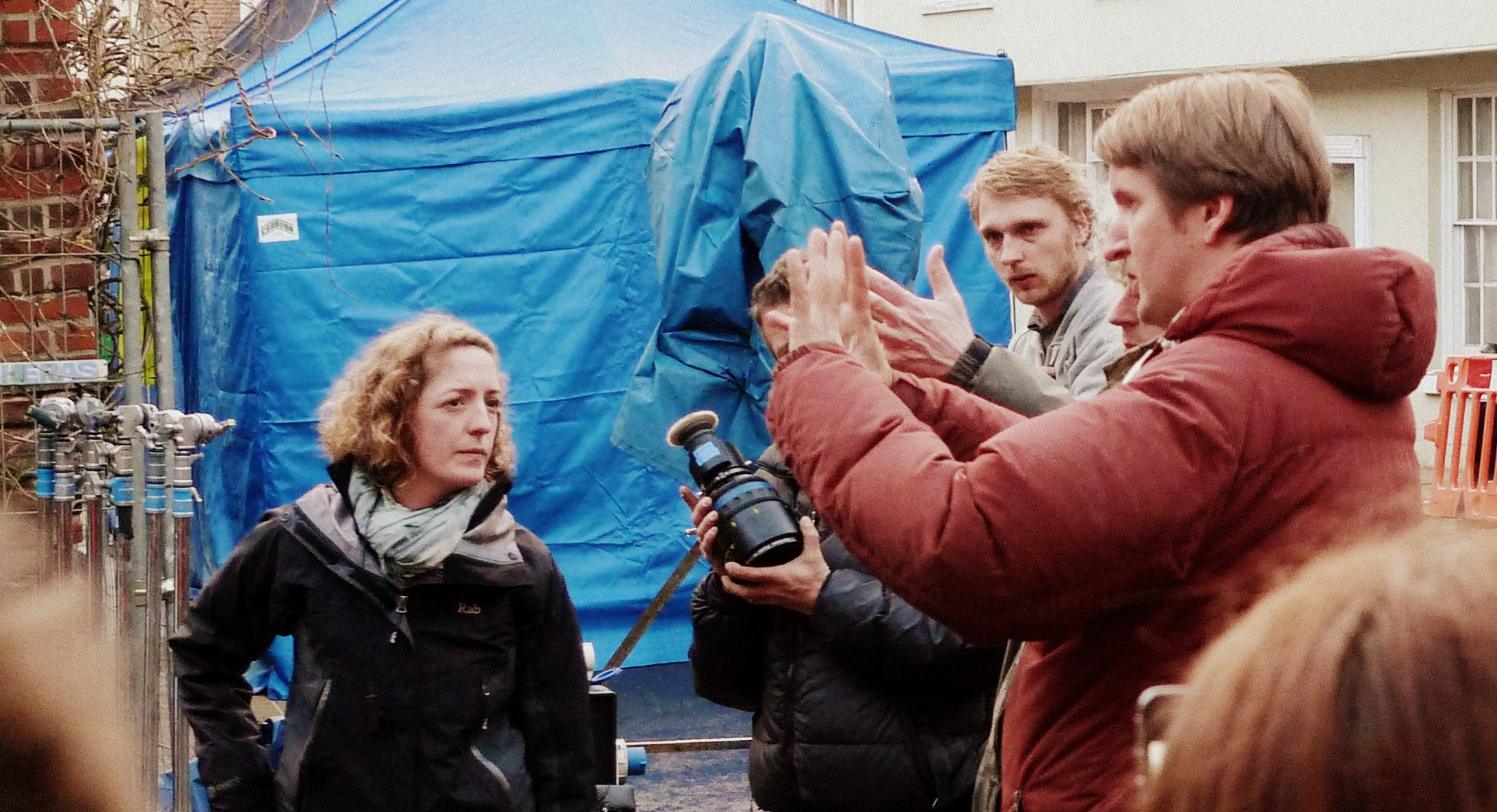
2012 áprilisban Tom Hooper rendező A nyomorutak második részének forgatásán Winchesterben

A nyomorultak (eredeti címén Les Misérables) 2012-es brit musical-dráma film, amely Alain Boublil and Claude-Michel Schönberg azonos című musicalén alapul, s amely pedig Victor Hugo 1862-es szintén azonos című francia regényének feldolgozása. A film a Working Title Films produkciójában készült, és a Universal Pictures – Magyarországon a UIP Duna – forgalmazza.
A filmet Tom Hooper rendezte, William Nicholson, Boublil, Schönberg és Herbert Kretzmer írta, főbb szerepeit pedig Hugh Jackman (Jean Valjean), Russell Crowe (Javert), Anne Hathaway (Fantine) és Amanda Seyfried (Cosette) játszotta el. A film az egykor fegyenc Jean Valjean történetét meséli el, aki egy francia város polgármestere lesz. Elvállalja, hogy gondjaiba veszi Fantine törvénytelen lányát, Cosette-et, miközben Javert rendőrfelügyelő elől menekül, aki újra el akarja kapni.
A nyomorultak előkészületei már az 1980-as évek végén elkezdődtek. A musical 2010. októberi 25. évfordulós díszelőadása után jelentette be Cameron Mackintosh producer, hogy a film újra előkészítés alatt áll. Hoopert és Nicholsont 2011 márciusában kérték fel, a főbb szereplőket pedig 2011 folyamán válogatták ki. A forgatás 2012 márciusában kezdődött, és Angliában a hampshire-i Winchesterben és Portsmouthban, valamint Franciaországban, Párizsban zajlott.
A nyomorultak díszbemutatóját 2012. december 5-én tartották Londonban az Empire, Leicester Square-ben, majd az Amerikai Egyesült Államokban 2012. december 25-én, Magyarországon pedig december 27-én mutatták be a nagyközönségnek. Nagy-Britanniában 2013. január 11-én mutatják be.
A kritikusok többnyire Jackman és Hathaway játékát dicsérték. Számos díjat és elismerést szerzett, köztük három Golden Globe-díjat – a legjobb musical vagy vígjáték, a legjobb színész (musical vagy vígjáték) (Jackman) és a legjobb női mellékszereplő (Hathaway) kategóriákban. Kilenc BAFTA-ra jelölték, így a legjobb film, a legjobb brit film, a legjobb férfi főszereplő (Jackman) és a legjobb női mellékszereplő (Hathaway) díjára is. Nyolc Oscar-díjra jelölték, köztük a legjobb film, legjobb férfi főszereplő (Jackman) és a legjobb női mellékszereplő (Hathaway) díjára.

## Szereplők
- Hugh Jackman mint Jean Valjean, a touloni börtönből 19 év után elengedett rab, aki kenyérlopásért és szökési kísérletek miatt tartottak fogva. Jackman 2011 júniusa környékén találkozott New Yorkban Cameron Mackintosh producerrel, hogy meghallgassa a szerepre.[9] A szerepre készültekor Jackman nem ivott kávét, naponta legalább 15 perc bemelegítést végzett Ricola cukorkákat használt, napi hét liter vizet ivott, napi háromszor ült gőzbe, hideg fürdőket vett, és repüléskor nedves törülközőt tett az arcára. Jackman a musical eredeti társrendezője, Trevor Nunn javasolta módszereket is alkalmazott a felkészüléshez.[10]
- Russell Crowe mint Javert, rendőrfőnök, aki annak szenteli életét, hogy újra elkapja Valjeant. Eleinte, mielőtt megkapta volna a szerepet, Crowe elégedetlen volt a karakterrel. Mikor egy barátja esküvőjére tartott Európába, találkozott Londonban Cameron Mackintosh producerrel. Tom Hooper rendezővel is találkozott, akinek beszámolt kételyeiről, de a találkozó után, Crowe nyilatkozata szerint: „Teljesen elköteleztem magam a projekt és Javiert mellett. Azt hiszem, erről Tom eziránti szenvedélye és az tehet, hogy tisztán megértette a problémákat, és hogy biztosan megértette a kihívást.”[11] Victor Hugo párizsi házának meglátogatásáról azt mondta: „[A ház kurátora] mesélt nekem [Eugène François] Vidocq [XIX. századi detektívről], aki mind rab, mind rendőr is volt, és akiről azt mondják, a civilruhás nyomozóegység [fedett nyomozó, franciául: Brigade de Sûreté] feltalálója.”[9]
- Anne Hathaway mint Fantine, az élet nehézségeivel küzdő gyármunkás, egy törvénytelen gyermek, Cosette édesanyja. A 83. Oscar-gálán, amelyet Hathaway James Francóval közösen vezetett, Hathaway elénekelte az „On My Own”, a musical egyik híres dalának rövid paródiáját. A dalt Hugh Jackmanről énekelte, aki nem akart együtt énekelni vele a gálán.[12][13][14] Amikor Hathawayt kiválasztották a szerepre, a következőt nyilatkozta: „Volt egy kis ellenállás, mert a szerepek ideális életkorai között vagyok – talán nem elég érett Fantine-hoz, de túl azon, hogy hihetően eljátsszam Cosette-et.”[9]
- Amanda Seyfried mint Cosette, akit a Thénardier házaspár tart el, míg Valjean ki nem váltja tőlük. A szerep kialakításáról Seyfried így beszélt: „Abban a kis időben, ami a rendelkezésemre állt, hogy bemutassam Cossette-t a közönségnek, és hogy okot adjak nekik, hogy a szerelem, erő és fény szimbólumaként [lássák] ebben a tragédiában, olyan dolgokat is át kellett tudnom adni, amit talán az előadáshoz nem kötnénk.”[15]
  - Isabelle Allen mint a gyermek Cosette. Allen a többi színésszel való munkáról ezt mondta: „Sok tanácsot adtak, és többnyire törekedtek arra, hogy mindenki oké legyen. Nagyon rendesek voltak.”[16]
- Eddie Redmayne mint Marius Pontmercy, forradalmár diák, aki a Thénardier-ék lányának Éponine-nak barátja, és szerelembe esik Cosette-tel. A rendező, Hooper elképzeléseit „elképesztő segítség”-nek tartotta. A Hooperrel való együttműködésről a következőt nyilatkozta: „Nagyon segítőkész volt. A próbák alatt tényleg ott ültünk Tommal és a Victor Hugo-könyvvel, és bővítgettük a filmet.”[17] Redmayne javasolta Hoopernek azt is, hogy a cappella kezdje dalát, az „Empty Chairs at Empty Tables”-t, ezzel mindinkább kifejezve Marius magányát és vágyódását.
- Daniel Huttlestone mint Gavroche, a forradalmárokkal együttműködő utcagyerek.
- Helena Bonham Carter és Sacha Baron Cohen mint a Thénardier házaspár, két szélhámos fogadós. Hooper korábban is dolgozott együtt Bonham Carterrel A király beszédében, ahol a színésznő Erzsébet királynét alakította.[18] Baron Cohen és Bonham Carter korábban együtt szerepeltek, a Nyakfelmetsző filmváltozatában, a Sweeney Todd, a Fleet Street démoni borbélyában. Mikor Baron Cohent kiválasztották Thénardier szerepére, ott kellett hagynia a Django elszabadul című produkciót.[19]
- Samantha Barks mint Éponine, Thénardier-ék nélkülöző lánya. Ez volt Barks első filmszerepe, de Éponine-t már eljátszotta korábban a 25. évfordulós díszelőadáson és a West Enden is. Barks azt mondta: „Voltak hasonlóságok a szerep eljátszásában – lévén szó ugyanarról a karakterről – de a könyvbéli Éponine és a musical Éponine-ja két különböző típusú lány, így nagyon izgalmas volt összekombinálni őket, hogy megmaradjon a musicalben megismert szíve és lelke, de az a önutáló tinédzser is legyen, aki a regényben szerepel.” Hugh Jackmantől, szerinte, „nagyszerű tanulni, és úgy érzem, így kell megcsinálni.”[20]
  - Natalya Angel Wallace mint a gyermek Éponine.
- Aaron Tveit mint Enjolras, az ABC barátainak (franciául: Les Amis de l’ABC) vezetője. Tveit eredetileg Marius szerepére jelentkezve küldte be hangfelvételeit, amelyeken az „Empty Chairs at Empty Tables” és az „In My Life” című dalokat énekelte fel. Korábban nem szerepelt a darabban, és így nyilatkozott: „ahogy egyre jobban megismertem a darabot, és amikor elolvastam a könyvet, úgy voltam vele, hogy »Hű, [Enjolras] nagyon-nagyon jó szerep!«, és azt érzem, sokkal jobban illik hozzám.” A forgatásról azt mondta, „majdnem olyan kimerítő volt, mint egy maraton.”[21]
- Colm Wilkinson mint Digne püspöke. Wilkinson játszotta Jaen Valjeant a musical eredeti West End- és Broadway-produkciójában.[22]
- Frances Ruffelle mint egy prostituált. Ruffele játszotta Éponine-t a musical eredeti West End- és Broadway-produkciójában.[22]
- Hadley Fraser mint egy katonatiszt. Fraser először Mariust, majd Javert felügyelőt játszotta a West Enden.
- Michael Jibson mint a gyár munkafelügyelője, ahol Fantine dolgozik.
- Patrick Godfrey mint Gillenormand, Marius nagyapja.
- George Blagden mint Grantaire.
- Killian Donnelly mint Combeferre.
- Fra Fee mint Courfeyrac.
- Alistair Brammer mint Jean Prouvaire.
- Hugh Skinner mint Joly.
- Gabriel Vick mint Feuilly.
- Iwan Lewis mint Bahorel.
- Stuart Neal mint Lesgles.

## Fordítás
Ez a szócikk részben vagy egészben  a   Les Misérables (2012 film) című angol Wikipédia-szócikk fordításán alapul.  Az eredeti cikk szerkesztőit annak laptörténete sorolja fel. Ez a jelzés csupán a megfogalmazás eredetét és a szerzői jogokat jelzi, nem szolgál a cikkben szereplő információk forrásmegjelöléseként.